# Thet Naing
Thet Naing (* 20. Dezember 1992 in Mandalay) ist ein myanmarischer Fußballspieler.

## Karriere

### Verein
Thet Naing steht seit 2009 beim Yadanarbon FC unter Vertrag. Der Verein aus	Mandalay spielte in der höchsten Liga des Landes, der Myanmar National League. 2010, 2014 und 2016 wurde er mit Yadanarbon myanmarischer Fußballmeister, 2015 wurde er Vizemeister. Den AFC President’s Cup gewann er 2010. Im Endspiel besiegte man FK Dordoi Bischkek aus Kirgisistan mit 1:0.

### Nationalmannschaft
Thet Naing spielt seit 2012 für die myanmarische Nationalmannschaft.

## Erfolge
Yadanarbon FC
- Myanmar National League: 2010, 2014, 2016
- AFC President’s Cup: 2010